# TOKYO BALLET
『TOKYO BALLET』（とうきょうバレエ）は、日本のシンガーソングライターである土屋昌巳の2枚目のオリジナル・アルバム。
1985年6月21日にEPIC・ソニーレコードからリリースされた。前作『RICE MUSIC』（1982年）より3年振りとなる作品であり、一風堂の最後のアルバム『NIGHT MIRAGE』（1983年）よりおよそ2年振りのリリースとなった。作曲はすべて土屋昌巳が担当、作詞はほぼすべて竜真知子が担当、プロデュースは土屋が担当している。
土屋がリーダーおよびボーカル、ギターを担当していた一風堂の活動休止後にリリースされたソロ作品。前作とは作風が一変しボーカルをメインにしたアルバムとなっており、土屋の内省的な感情を表現した楽曲で構成されている。サウンド面ではフェアライトCMIなどのサンプラーを多用していることや、デヴィッド・ボウイからの影響を包み隠さず表現したことが特徴となっている。ストリングス・アレンジとして土屋と旧知の仲であった井上鑑が参加している。
後にシングルとしてスズキ「アルト5ドア」のコマーシャルソングとして使用された「東京バレエ」の他に「さよならフォリナー」がリカットされた。

## 背景
土屋昌巳が在籍していたロックバンドである一風堂は、1982年7月21日にリリースされたカネボウ化粧品秋のキャンペーンソングとして企画されたシングル「すみれ September Love」（1982年）がオリコンチャートにて2位を記録したほか、9月22日にリリースされた初のベスト・アルバム『LUNATIC MENU』（1982年）はアルバム・チャートにて3位を記録し共にヒット作品となった。同曲のヒットによりテレビ番組への出演も増加していたが、土屋はイギリスのロックバンドであるジャパンの解散コンサート・ツアーにギタリストとして参加していたためほとんど日本に滞在していなかったことから、スタジオ出演は見岳章および藤井章司の2名のみとなるケースがほとんどであった。またテレビ番組ではスタジオ出演ができないためにジャパンのメンバーとのスタジオでのリハーサルの映像や、ヨーロッパの各都市からの中継やビデオメッセージを放送するという異例の対応が取られることもあった。
その後一風堂は1983年4月29日の函館市民会館公演から6月9日の熊本市民会館公演まで、「ファイル・ツアー」と題したコンサートツアーを全国にて16都市全19公演を実施。同年5月には鋤田正義による土屋の写真集『Alone』が発売されたほか、土屋が参加したジャパンのライブ・アルバム『オイル・オン・キャンヴァス』（1983年）がリリースされた。7月1日には一風堂の4枚目のアルバム『NIGHT MIRAGE』（1983年）がリリースされ、9月21日にはリカットとしてシングル「ドリームス・オブ・ザ・ジプシーズ」がリリースされた。10月には土屋が出演した映画『沙耶のいる透視図』（1986年）の記者発表が行われた。
1984年4月1日にはダイヤトーン「ロボティL-7」のコマーシャルソングとして使用された一風堂のシングル「ムーンライト・マジック」がリリースされた。6月1日にはAGFコーヒー「マキシム」のコマーシャルソングとして使用された土屋初のソロ・シングル「スターライト・シャワー」がリリースされ、イギリスで撮影されたミュージック・ビデオが制作された。7月21日には「ファイル・ツアー」の中から6月6日および6月7日の中野サンプラザ公演の模様を収録した一風堂のライブ・アルバム『live and zen』（1984年）がリリースされる。同ライブ・アルバムリリース後に土屋は本格的にソロ活動を開始、それに伴い一風堂としての活動は休止状態となったため、同作が一風堂の新作としては最後のリリースとなった。しかし、一風堂としての正式な解散宣言は一度も行われていない。

## 録音、制作
本作のレコーディングは1985年3月11日から4月8日に掛けて、CBSソニー・六本木スタジオにて行われた。土屋のソロ・アルバムは本作以降の作品も含めてロンドンでレコーディングされる機会が多かったのに対し、本作が日本国内のみでのレコーディングとなった背景に関して、土屋はスーツケースに荷物を入れ移動してホテルで荷物を取り出すような作業を煩わしく感じており、海外に行くことに嫌悪感があったためであると述べている。またジャパンのツアーに帯同した際にはホリデイ・インという大きなホテルと提携しており、隣国に移動しても部屋の壁紙が同一であったことから自身の存在が分からなくなり、自身の帰る場所を望んでいたことも大きく影響したと述べている。
土屋は本作制作の動機として、フェアライトCMIなどのサンプラーの登場が影響したほかに、デヴィッド・ボウイからの影響を包み隠さずに表現したかったという自身の意向も影響したと述べている。土屋によればサンプラーの登場により、自身の想像や頭の中で鳴っている音が具体的に表現できるようになったという。また、土屋はボウイからの影響が自身の中に蓄積されておりその影響をそのまま表に出した作品で、ポップスは先達からの影響を継承していく音楽であると自論を述べている。本作リリース後に土屋はパリに向かい、デュラン・デュランのサイモン・ル・ボンおよびニック・ローズ、ロジャー・テイラーによって結成された音楽ユニットであるアーケイディアのレコーディングに参加し、年下のメンバーに対して影響を与えることとなった。
本作のレコーディングにはマライアやSHI-SHONENのメンバーが参加しており、渡辺モリオや清水靖晃は土屋と旧知の仲であったことからアルバムへの参加はごく自然な流れであったと述べている。また、アマチュア時代にサックス演奏をしていたギタリストの戸田誠司にサックス演奏を依頼したところ、「なんで僕がサックスなんですか?」と驚かれたと土屋は述べている。他にも中村哲のようなサックスプレーヤーはいたものの、ロキシー・ミュージック所属のアンディ・マッケイのような音色を求めた結果、戸田に依頼することにしたと土屋は述べている。土屋はこの件について「クラシックやってた人が無理矢理やってる感じ」と例え、立花ハジメや戸田のようにユニークな発想で試行錯誤しながらレコーディングすることを愛好していた結果であると述べている。

## 音楽性と歌詞
本作は前作の構成とは大きく異なり全曲ともボーカルをメインとした楽曲で構成されており、作詞は「すみれ September Love」を手掛けた作詞家の竜真知子がほぼ全曲を手掛けることになった。また、土屋と旧知の仲であった編曲家の井上鑑がストリングス・アレンジ担当として参加している。竜の作詞に関して土屋は「すごくいい」と絶賛しており、かつて藤井フミヤとともに「すみれ September Love」で共演した際に藤井からも絶賛されたと述べている。竜への作詞依頼は土屋自身の意向であったが、土屋は藤井ほどの深い考察があって依頼した訳ではなく、土屋自身は心象風景しか歌詞に出来ないため、自らの作詞に抵抗感があったことからプロの作詞家に依頼することとなった。また「さよならフォリナー」に関しては、完全に男の世界を歌詞にした作品でありそれをあえて女性の作詞家に依頼したことから、宝塚歌劇団の振付師が男性の長谷川一夫であったことと正反対になっていると述べている。
本作のコンセプトに関して土屋は「これはとても内省的なアルバムで、自分の心の奥にある気持ちをアルバムにしたかった」と述べており、歌詞をプロの作詞家に依頼したことで逆に自分らしさを表現した歌詞になったとも述べている。本作収録曲である「最上階のバタフライ」に関して、土屋は自殺をイメージして制作した楽曲であると述べた上で、竜にはそのことを告げずに作詞を依頼したものの、自殺をイメージした歌詞が送られてきたために土屋は驚愕したと述べている。また、映画『沙耶のいる透視図』において土屋が演じた神崎繁が投身自殺をするシーンが存在するが、楽曲制作時点ではそのシナリオを知らなかったために全くの偶然であると土屋は述べている。

## リリース、批評
| 専門評論家によるレビュー | 専門評論家によるレビュー |
| レビュー・スコア         | レビュー・スコア         |
| 出典                     | 評価                     |
| ------------------------ | ------------------------ |
| CDジャーナル             | 肯定的                   |

本作は1982年6月21日にEPIC・ソニーレコードからLPおよびCT、CDの3形態でリリースされた。LPの帯に記載されたキャッチフレーズは「今、「永遠の音」に出逢える。BRAND-NEW TOKYO MUSIC...」であった。CD盤のみボーナス・トラックとして11曲目にインストゥルメンタルの「風石 FU-SEKI」が収録されている。本作からはリカットとして同年7月21日にスズキ「アルト5ドア」のコマーシャルソングとして使用された「東京バレエ」、9月21日に「さよならフォリナー」がそれぞれリリースされた。
本作に対する評価として、音楽情報サイト『CDジャーナル』ではコンピューター・サウンドによって展開される楽曲が収録されていることを指摘した上で、「妙に人恋しさとでもいうのか、肌の温もりのようなものを土屋のボーカルから受ける曲がある」と主張したほか、竜真知子による歌詞と土屋による歌謡曲的なポップス・センスが合致した楽曲があると肯定的に評価した。
その後本作は1995年9月21日に廉価版復刻CDシリーズ「CD選書」に選定されて再リリースされた。2017年12月20日には土屋のボックス・セット『SOLO VOX -epic years-』に収録される形でBlu-spec CD2仕様で再リリースされ、ボーナス・トラックも含めた『TOKYO BALLET＋4』としてシングル「スターライト・シャワー」の2曲および一風堂のライブ・アルバム『live and zen』に付属していた12インチ・シングルからの2曲が収録された。

## 収録曲
- CD付属の歌詞カードおよびボックス・セットのブックレットに記載されたクレジットを参照[17][18]。また、ボーナストラックの11曲目および15曲目はインストゥルメンタルとなっている。

| #         | タイトル                         | 作詞                                      | 作曲      | 編曲      | ストリングス・アレンジ | 時間  |
| --------- | -------------------------------- | ----------------------------------------- | --------- | --------- | ---------------------- | ----- |
| 1.        | 「SUDDENLY－突然の明日－」       | 竜真知子                                  | 土屋昌巳  | 土屋昌巳  | 井上鑑                 | 4:03  |
| 2.        | 「SILENT HUNTERS」               | 竜真知子                                  | 土屋昌巳  | 土屋昌巳  | 井上鑑                 | 3:42  |
| 3.        | 「LIKE A FOREIGNER」             | 竜真知子                                  | 土屋昌巳  | 土屋昌巳  | 井上鑑                 | 4:14  |
| 4.        | 「THE FOREVER HOUR（永遠の時）」 | トッド・バロン&チー／日本語訳: 竹田正一郎 | 土屋昌巳  | 土屋昌巳  | 井上鑑                 | 4:59  |
| 5.        | 「NIGHT IN THE BABYLON」         | 竜真知子、土屋昌巳                        | 土屋昌巳  | 土屋昌巳  | 井上鑑                 | 4:52  |
| 合計時間: | 合計時間:                        | 合計時間:                                 | 合計時間: | 合計時間: | 合計時間:              | 21:50 |

| #         | タイトル                                      | 作詞      | 作曲      | 編曲      | ストリングス・アレンジ | 時間  |
| --------- | --------------------------------------------- | --------- | --------- | --------- | ---------------------- | ----- |
| 6.        | 「TOKYO BALLET」                              | 竜真知子  | 土屋昌巳  | 土屋昌巳  | 井上鑑                 | 4:27  |
| 7.        | 「ALIEN」                                     | 竜真知子  | 土屋昌巳  | 土屋昌巳  | 井上鑑                 | 3:43  |
| 8.        | 「MANNEQUIN マヌカン」                        | 竜真知子  | 土屋昌巳  | 土屋昌巳  | 井上鑑                 | 4:27  |
| 9.        | 「最上階のバタフライ」(SAIJOKAI NO BUTTERFLY) | 竜真知子  | 土屋昌巳  | 土屋昌巳  | 井上鑑                 | 5:06  |
| 10.       | 「UNKNOWN SOLDIER」                           | 土屋昌巳  | 土屋昌巳  | 土屋昌巳  | 井上鑑                 | 4:23  |
| 合計時間: | 合計時間:                                     | 合計時間: | 合計時間: | 合計時間: | 合計時間:              | 22:06 |

| #         | タイトル         | 作詞      | 作曲      | 編曲      | ストリングス・アレンジ | 時間  |
| --------- | ---------------- | --------- | --------- | --------- | ---------------------- | ----- |
| 11.       | 「風石 FU-SEKI」 |           | 土屋昌巳  | 土屋昌巳  | 井上鑑                 | 2:57  |
| 合計時間: | 合計時間:        | 合計時間: | 合計時間: | 合計時間: | 合計時間:              | 47:12 |

| #         | タイトル                                                                       | 作詞       | 作曲      | 編曲      | オーケストラ編曲 | 時間  |
| --------- | ------------------------------------------------------------------------------ | ---------- | --------- | --------- | ---------------- | ----- |
| 12.       | 「スターライト・シャワー」(STARLIGHT SHOWER)                                   | 来生えつこ | 土屋昌巳  | 土屋昌巳  | 三枝成章         | 4:07  |
| 13.       | 「B-Side Passion」                                                             | 土屋昌巳   | 土屋昌巳  | 土屋昌巳  |                  | 3:33  |
| 14.       | 「スターライト・シャワー (Special Re-Mix)」(STARLIGHT SHOWER (Special Re-Mix)) | 来生えつこ | 土屋昌巳  | 土屋昌巳  | 三枝成章         | 4:54  |
| 15.       | 「"AQUA" NOSTALGY」                                                            |            | 土屋昌巳  | 土屋昌巳  |                  | 8:06  |
| 合計時間: | 合計時間:                                                                      | 合計時間:  | 合計時間: | 合計時間: | 合計時間:        | 67:52 |

## スタッフ・クレジット
- CD付属の歌詞カードに記載されたクレジットを参照[17]。

### 参加ミュージシャン
- 土屋昌巳 – ボーカル、コーラス、エレクトリック・ギター、アコースティック・ギター、プロフェット5、フェアライトCMI、ピアノ、ローズ・ピアノ、ピアニカ

| 1. 「SUDDENLY 突然の明日」 - 渡辺モリオ – ベース - 井上鑑 – ピアノ、プロフェット5、EmulatorII - 藤井丈司 – コンピュータプログラミング（フェアライトCMI） 2. 「SILENT HUNTERS」 - 渡辺モリオ – ベース - 井上鑑 – PPG、プロフェット5、EmulatorII - 藤井丈司 – コンピュータプログラミング（フェアライトCMI） 3. 「LIKE A FOREIGNER」 - 渡辺モリオ – ベース - 井上鑑 – ピアノ、ローズ・ピアノ、プロフェット5、PPG - 中村哲 – アルト・サックス - 藤井丈司 – コンピュータプログラミング（フェアライトCMI） 4. 「THE FOREVER HOUR」 - 渡辺等 – ベース - 井上鑑 – ピアノ、プロフェット5、PPG - 石川晶 – アフリカン・トラディショナル・パーカッション - ベイブ・ハンナ – アフリカン・トラディショナル・パーカッション - ジョーストリングス – ストリングス - 藤井丈司 – コンピュータプログラミング（フェアライトCMI、プロフェット5） 5. 「NIGHT IN THE BABYLON」 - 渡辺等 – ベース - 井上鑑 – EmulatorII、プロフェット5、アフリカン・トラディショナル・パーカッション - ベイブ・ハンナ – アフリカン・トラディショナル・パーカッション - 藤井丈司 – コンピュータプログラミング（フェアライトCMI） | 1. 「TOKYO BALLET」 - 渡辺モリオ – ベース - 井上鑑 – ピアノ、EmulatorII、プロフェット5 - 青山純 – ドラムス - 中村哲 – ソプラノ・サックス - ジョーストリングス – ストリングス - 藤井丈司 – コンピュータプログラミング（フェアライトCMI） 2. 「ALIEN」 - 渡辺モリオ – ベース - 井上鑑 – EmulatorII、プロフェット5 - 石川晶 – アフリカン・トラディショナル・パーカッション - ベイブ・ハンナ – アフリカン・トラディショナル・パーカッション - 藤井丈司 – コンピュータプログラミング（フェアライトCMI、プロフェット5） 3. 「MANNEQUIN マヌカン」 - 渡辺等 – ベース - 青山純 – ドラムス - 福原まり (SHI-SHONEN) – アコーディオン - 戸田誠司 – アルト・サックス - 藤井丈司 – コンピュータプログラミング（フェアライトCMI、カシオ・CZ101、プロフェット5） 4. 「最上階のバタフライ」 - 渡辺等 – エレクトリック・ウッドベース - 井上鑑 – ピアノ、ローズ・ピアノ、EmulatorII、プロフェット5 - 青山純 – ドラムス - ジョーストリングス – ストリングス - 藤井丈司 – コンピュータプログラミング（プロフェット5） 5. 「UNKNOWN SOLDIER」 - 渡辺等 – ベース - 井上鑑 – EmulatorII、プロフェット5、PPG - 石川晶 – アフリカン・トラディショナル・パーカッション - ベイブ・ハンナ – アフリカン・トラディショナル・パーカッション - 藤井丈司 – コンピュータプログラミング（フェアライトCMI） |

### 録音スタッフ
- 土屋昌巳 – プロデューサー
- 吉田保 – レコーディング・エンジニア
- 伊東俊郎 – レコーディング・エンジニア、ミキシング・エンジニア
- 松尾順二 – レコーディング・エンジニア、アシスタント・エンジニア
- 佐久間義徳 – アシスタント・エンジニア
- 笠井鉄平 – マスタリング・エンジニア
- 福岡智彦 – ディレクター
- 荒木浩三 (Music Land) – ミュージシャン・コーディネート

### その他スタッフ
- 渡邊かをる – カバー・デザイン
- 吉岡ヒロヤス – カバー・デザイン
- 鋤田正義 – カバー写真
- 須藤洋子 – スタイリング、ヘアー、メイク・アップ、オブジェクト
- 丸山茂雄 – エグゼクティブ・プロデューサー
- 真下幸孝 – エグゼクティブ・プロデューサー

## リリース日一覧
| No. | リリース日     | レーベル                       | 規格         | カタログ番号 | 備考 | 出典          |
| --- | -------------- | ------------------------------ | ------------ | ------------ | --- | ------------- |
| 1   | 1985年6月21日  | EPIC・ソニー                   | LP           | 28・3H-164   | | [ 18 ]        |
| 2   | 1985年6月21日  | EPIC・ソニー                   | CT           | 28・6H-134   | |               |
| 3   | 1985年6月21日  | EPIC・ソニー                   | CD           | 32・8H-37    | ボーナストラックとして「風石」を収録                                                                      | [ 18 ]        |
| 4   | 1995年9月21日  | EPIC・ソニー                   | CD           | ESCB 1669    | 「CD選書」シリーズとして復刻、ボーナストラック未収録                                                      | [ 14 ] [ 19 ] |
| 5   | 2017年3月1日   | ソニー・ミュージックダイレクト | AAC-LC       | -            | デジタル・ダウンロード、ボーナストラックは「風石」のみ未収録                                              | [ 1 ]         |
| 6   | 2017年3月1日   | ソニー・ミュージックダイレクト | ロスレスFLAC | -            | デジタル・ダウンロード、ボーナストラックは「風石」のみ未収録                                              | [ 2 ]         |
| 7   | 2017年12月20日 | ソニー・ミュージックダイレクト | BSCD2        | DQCL 702     | ボックス・セット『SOLO VOX -epic years-』収録 新規リマスター盤、ボーナス・トラックは「風石」以外に4曲収録 | [ 20 ]        |